# Élection législative de 2017 à Wallis-et-Futuna
Les élections législatives françaises de 2017 se sont déroulées le 11 juin 2017. Dans la collectivité d'outre-mer de Wallis-et-Futuna, un député est à élire dans le cadre d'une circonscription unique.

## Rappel des résultats des élections de 2012 et élus durant la mandature 2012-2017
| Circonscription | Député sortant  | Parti | Parti | Député élu ou réélu | Parti | Parti |
| --------------- | --------------- | ----- | ----- | ------------------- | ----- | ----- |
| 1re             | Napole Polutele |       | SE    | Napole Polutele     |       | SE    |

### Résultats
Député sortant : Napole Polutele (Divers gauche).
|                                                                         |                                                    | Premier tour 11 juin 2017 | Premier tour 11 juin 2017 |
| ----------------------------------------------------------------------- | -------------------------------------------------- | ------------------------- | ------------------------- |
|                                                                         |                                                    | Nombre                    | % des inscrits            |
| Inscrits                                                                | Inscrits                                           | 8 480                     | 100,00                    |
| Abstentions                                                             | Abstentions                                        | 1 588                     | 18,73                     |
| Votants                                                                 | Votants                                            | 6 892                     | 81,27                     |
|                                                                         |                                                    |                           | % des votants             |
| Bulletins blancs                                                        | Bulletins blancs                                   | 31                        | 0,45                      |
| Bulletins nuls                                                          | Bulletins nuls                                     | 22                        | 0,32                      |
| Suffrages exprimés                                                      | Suffrages exprimés                                 | 6 839                     | 99,23                     |
|                                                                         |                                                    |                           |                           |
| Candidat Étiquette politique (partis et alliances)                      | Candidat Étiquette politique (partis et alliances) | Voix                      | % des exprimés            |
|                                                                         |                                                    |                           |                           |
|                                                                         | Napole Polutele Sans étiquette                     | 3 436                     | 50,24                     |
|                                                                         | Sylvain Brial Sans étiquette                       | 3 159                     | 46,19                     |
|                                                                         | Hervé Michel Delord Les Républicains               | 244                       | 3,57                      |
| Source : Ministère de l'Intérieur - Circonscription de Wallis-et-Futuna |                                                    |                           |                           |

L'élection est toutefois invalidée par le Conseil constitutionnel en février 2018 en raison de diverses irrégularités et M. Sylvain Brial est élu en avril 2018 en tant que candidat sans étiquette à 51,6 % des voix contre 48,4 % à M. Polutele (candidat UDI).